# Español coloquial
En el uso de la lengua española, se conoce como español coloquial al registro informal que se utiliza en la vida cotidiana. El español coloquial varía mucho en función de los dialectos geográficos del español. El español coloquial es una variante diafásica de la lengua, es decir, no depende de la educación ni del nivel sociocultural del hablante, sino que cualquier hablante, en las circunstancias que favorecen la aparición de lo coloquial, lo utiliza. El español coloquial es una variedad fundamentalmente oral, si bien la aparición de medios como el chat o el correo electrónico ha favorecido el desarrollo de una comunicación coloquial escrita. La conversación es el lugar prototípico de uso del registro coloquial.[cita requerida]

## Desarrollo de los estudios sobre el español coloquial
El estudio del español coloquial, así como la propia etiqueta «español coloquial», comienzan con la aparición, en 1929, del libro Spanische Umgangssprache, del lingüista alemán Werner Beinhauer, aunque este trabajo no sería traducido al español hasta 1964, con el título El español coloquial. La aparición de esta traducción marcó el desarrollo del interés por este tema en España. Los primeros estudios de importancia en el ámbito hispánico fueron los de Gregorio Salvador, Manuel Seco y Emilio Lorenzo, entre otros. Tanto en la obra de Beinhauer como en los primeros acercamientos al tema por parte de autores autóctonos el material de trabajo lo constituían fundamentalmente textos escritos en los que se suponía que había cierta cercanía a lo oral, como obras de teatro, diálogos de novelas realistas. 
En los años ochenta se producen los primeros trabajos que toman como base conversaciones reales grabadas por los investigadores. Por otra parte, va desapareciendo el carácter intuitivo o impresionista de los primeros trabajos, que no tenían una teoría coherente que los sustentase, y aparecen acercamientos basados en las corrientes lingüísticas que en esos momentos se interesan por el lenguaje oral y por el estudio de la conversación (análisis conversacional, análisis del discurso, las distintas escuelas de pragmática, etc.). Algunos de los trabajos más importantes de la década son los de Ana María Vigara Tauste y Antonio Narbona.
En los noventa se produce una eclosión de estudios sobre el español coloquial. Destacan estudiosos como José Portolés, Antonio Briz (director del grupo de investigación sobre español coloquial de la Universidad de Valencia, Val.Es.Co.), Martín Zorraquino, Estrella Montolío, entre otros.

## Uso coloquial
El uso coloquial o lenguaje coloquial es el empleo del lenguaje, de alguna forma, en un contexto informal, familiar y distendido, con vocablos caracterizados por su uso común, frecuente y directo que se alejan de todo tipo de retórica y, en cierta medida, de la norma culta, es llamado también connotación.
Algunos ejemplos del uso coloquial en el idioma español actual son:
"¿Qué pasa? ¿Cómo va?" ; "Hola, ¿cómo estás? ¿Qué hay de nuevo?"; "¡Ay, qué oso!"; "¡Ay, nada que ver!".
El uso de opciones propias del registro coloquial no es admitido en contextos de gran formalidad o como alternativa a las jergas especializadas, pues puede dar lugar a malentendidos. La Asociación de Academias de la Lengua Española, que contribuye al establecimiento de la norma del idioma, incluye definiciones y usos de los términos coloquiales en sus obras con la indicación de que pertenecen a este registro.

## Uso coloquial y uso vulgar
Existen diferencias entre el lenguaje coloquial y el lenguaje vulgar; la principal es que el primero tiene aceptación social en su contexto de uso y el segundo no la tiene.

## Rasgos del español coloquial
Como variedad diafásica de la lengua o registro, el español coloquial es una variedad vinculada a la situación, es decir, su uso no está del todo determinado por las características del hablante —como en las variedades geográficas, cronológicas o sociales— sino por determinadas situaciones. 
El rasgo que provoca la aparición del habla coloquial en una situación determinada es que esta sea sentida por los hablantes como informal. La formalidad o informalidad de una situación y del registro adecuado a ella no son valores absolutos sino graduables: toda situación será más o menos formal o informal. Además, aunque prototípicamente el español coloquial aparezca en la lengua oral, no hay una relación biunívoca entre registro coloquial y oralidad, por un lado, y registro formal y escritura, por otro. Los rasgos coloquiales pueden aparecer también en textos escritos (cartas a amigos íntimos, chat, diálogos de novela, etc.) mientras que también hay situaciones que exigen un uso oral formal (conferencias, actos públicos, etc.)
Según los parámetros que se suelen utilizar para definir los registros (campo, modo, tenor y tono), el español coloquial aparecería en situaciones con:
- Campo (o temática): Cotidiano o no especializado, por oposición a las temáticas especializadas.
- Modo (o canal de la comunicación): Oral espontáneo.
- Tenor (u objetivo): Interactivo, es decir, centrado en la sociabilidad, por oposición al tenor transaccional.
- Tono: Informal.

Además de estos parámetros, Antonio Briz señala unos rasgos situacionales que considera que favorecen la aparición de lo coloquial, a los que llama rasgos coloquializadores:
- Relación de igualdad entre los interlocutores, ya sea social o funcional.
- Relación vivencial de proximidad, un saber y experiencia compartidos.
- Marco discursivo familiar.
- Temática no especializada.

### Rasgos característicos
Tiene tres rasgos característicos que definen este registro:
- la espontaneidad
- la expresividad
- la eficacia

### Sintaxis del español coloquial
El español coloquial se basa no solo en un léxico coloquial (palabras coloquiales, expresiones hechas, etc.), sino también en una sintaxis específica, propia de este tipo de registro. 
La sintaxis coloquial se caracteriza por una serie de rasgos propios, a saber:
- Es rápida, cortada y no planificada. Las frases se van acumulando una tras otras a medida que vienen a la mente de los hablantes.
- Está repleta de reformulaciones, repeticiones, digresiones, etc.
- Tiene frecuentes pausas (los llamados "silencios llenos"), frases inacabadas o suspendidas, elipsis, etc.

Dentro de cada frase, los elementos se ordenan según su valor informativo, que es asignado por el hablante y el oyente en cada momento. En relación con este rasgo se encuentra el fenómeno del anacoluto:
"Tú, ¿a ti qué te parece?"
Así, en el español coloquial es frecuente que el hablante cree un foco de contraste ("A María no la he visto —pero a su hermana sí—"), focalice una información nueva o cree un tópico, que siempre aparece en primer lugar ("esa historia ya la has contado mil veces"). 
El español coloquial se caracteriza, además, por una serie de fenómenos propios, como, por ejemplo:
- Un acento sintáctico, que se centra en algunos elementos específicos y que varía según la situación y el contexto, pero que, en cualquier caso, es diferente del acento de cada palabra.
- Un acento enfático, que a veces selecciona elementos dentro de la frase para marcar un contraste o un foco de atención  ("ÉL lo ha hecho, no YO")
- Los enunciados suspendidos. Son enunciados que funcionan como unidades de comunicación plenas, ya que una parte de la información está implícita en el anunciado y otra parte se deja entender gracias al contexto y, sobre todo, a los alargarmientos finales y a la entonación final ascendente: "Como vuelvas a llegar tarde.... "; "Si tuviera más tiempo...."; "Por favor, apaga la...."; " Estuvimos hablando para vernos un día pero al final no...". Son frecuentes en refranes, frases hechas, oraciones condicionales, etc., pero también en otros muchos casos.
- Las construcciones-eco. Son secuencias que recogen la palabra o frase dicha previamente por el interlocutor, pero no poseen un carácter informativo ni de pregunta, sino que sirven para centrar el tópico del que se está hablando y, en mucho casos, expresar la actitud del hablante ante lo expresado por su interlocutor:

"¿Sabes? Estoy embarazada
¿Qué estás embarazada? ¡Pero bueno, cómo no me habías dicho nada!"
- Uso diverso de las oraciones causales, finales, consecutivas, condicionales, etc.
- Uso especial de algunas conjunciones, como pero (¡"pero qué grande te has puesto!"), si ("¡si no te había visto!"), y, que, conque, ni, pues, etc.
- Uso especial de los marcadores discursivos (bien, bueno, por lo visto, etc.), que incluyen los llamados "imperativos fosilizados" (vamos, mira, venga, oye).
- Uso de interjecciones con diferentes significados (ay, ¿eh?, ¡vaya!).
- Uso especial de sustantivos, adjetivos y otros, como en los plurales expresivos ("¡qué pelos llevas!"), la construcción con un enfático ("es un imbécil").
- Uso especial de pronombres y determinantes (omisión vs aparición del pronombre sujeto), el dativo superfluo ("el niño me ha suspendido matemáticas otra vez"), tú impersonal ("cuando coges el metro por las mañanas, está hasta arriba de gente"), el uso de nosotros con valor de tú ("vamos a tranquilizarnos"), el demostrativo postpuesto ("el niño este", "la chica esa de la que te hablé").
- Usos particulares de los tiempos verbales, como el futuro para expresar hipótesis o probabilidad ("No sé dónde estará Juan... Estará enfermo y por eso no habrá venido, a lo mejor"); el imperativo para dar permiso o dar consejos; el imperfecto de cortesía ("llamaba para informarme acerca de los plazos de matrícula"), etc.

### Léxico del español coloquial
Son miles las palabras y las expresiones que forman parte del registro coloquial en español. Como ocurre en todas lenguas, no constituyen una lista cerrada, sino que se renuevan constantemente y cada vez más rápido, gracias en parte a la influencia de la televisión, Internet y los medios de comunicación. 
En la década de los ochenta y los años de la Movida, pasó a formar parte de la lengua coloquial la jerga "cheli", que Francisco Umbral recogió en su famoso libro Diccionario cheli. Muchas de estas palabras procedían gitanismos y de términos en caló, pero hoy se encuentran plenamente integradas en el habla coloquial en España, como peña, tío, ligar, chaval, pinrel, sobar, piños, etc.
En el léxico coloquial, es frecuente la creación de nuevas palabras por medio del "acortamiento", como finde, pelu, bocata, cole, etc. También son frecuentes los préstamos, sobre todo del inglés.  En general, la variante coloquial del español se encuentra en permanente actualización y por ello resulta difícil de catalogar. Algunas palabras se han ido incorporando poco a poco a la lengua y hoy forman parte del español, por lo que aparecen recogidas en el DRAE. Algunas de ellas son guay, enchufe, empollón, taco, apañarse, ligar, etc.
Ha habido numerosos intentos de crear un diccionario del español coloquial. El más completo que se ha realizado hasta el momento es el de Victoriano Gaviño Rodríguez, que cuenta con una versión en línea. En él se incluyen no solo términos coloquiales, sino también un diccionario de gestos y un catálogo de recursos gramaticales y pragmáticos propios de la lengua oral.

## Vulgarismos
Según el Diccionario de la lengua española, un vulgarismo es un "dicho o frase especialmente usada por el vulgo".
Los vulgarismos pueden ser léxicos, prosódicos, morfológicos y sintácticos. Están muy presentes en el habla coloquial y tocan todos los aspectos de la lengua. 